# Ahmadou Ahidjo
Ahmadou Babatoura Ahidjo, kamerunski politik, * 24. avgust 1924, Garoua, Kamerun, † 30. november 1989, Dakar, Senegal.
Ahidjo je bil predsednik vlade Kameruna (1958-1960) in predsednik Kameruna (1960-1982).